# آنا روبرتسون براون ليندسي
آنا روبرتسون براون ليندسي (بالإنجليزية: Anna Robertson Brown Lindsay) هي ثيولوجية ومؤلفة أمريكية، ولدت في 1864، وتوفيت في 1948.